# Béla Turi-Kovács
Béla Turi-Kovács (2. prosince 1935 Endrőd – 3. listopadu 2023) byl maďarský právník, politik, v letech 1998 až 2023 poslanec Zemského shromáždění a bývalý ministr životního prostředí v letech 2000 až 2002.

## Biografie
Narodil se v roce 1935 v obci Endrőd v župě Békés v tehdejším Maďarském království. Studoval právo na ELTE, ale byl vyloučen kvůli jeho aktivitě v průběhu Maďarského povstání na podzim 1956, kdy vstoupil do znovuobnovené Nezávislé malorolnické strany (FKgP). Studium mohl dokončit až v roce 1959, i přesto až do roku 1963 pracoval jako pomocný dělník pro vodohospodářský podnik. Od roku 1963 působil jako právník ve městě Szentendre.

## Politická kariéra
- 1985–1990: člen městské rady Szentendre (v letech 1988–1990 za MDF)
- 1990–1994: člen městského zastupitelstva Szentendre (nestraník)
- Parlamentní volby v Maďarsku 1998: kandidoval za FKgP na župní kandidátní listině v župě Pest, ze které byl zvolen poslancem. Od 1. prosince 2000 vykonával funkci ministra životního prostředí v první vládě Viktora Orbána. Tento post opustil 27. května 2002, kdy jej po volbách 2002 předal Mária Kóródi z SZDSZ.
- Parlamentní volby v Maďarsku 2002: kandidoval za Fidesz na celostátní kandidátní listině koalice Fidesz–MDF, ze které byl zvolen poslancem.
- Parlamentní volby v Maďarsku 2006: kandidoval za Fidesz na celostátní kandidátní listině koalice Fidesz–KDNP, ze které byl zvolen poslancem.
- Parlamentní volby v Maďarsku 2010: kandidoval za Fidesz na 11. místě na celostátní kandidátní listině koalice Fidesz–KDNP, a zároveň na župní kandidátní listině v župě Pest, ze které byl zvolen poslancem.
- Parlamentní volby v Maďarsku 2014, 2018 a 2022: kandidoval za Fidesz na celostátní kandidátní listině koalice Fidesz–KDNP, byl zvolen poslancem[2]